# Sead Hajrović
Sead Hajrović (* 4. Juni 1993 in Brugg, Schweiz) ist ein bosnisch-schweizerischer Fussballspieler. Der Innenverteidiger absolvierte Länderspiele für Schweizer Nachwuchsnationalmannschaften und die U21 Bosnien-Herzegowinas. Sein Bruder Izet ist ebenfalls Profi-Fussballer.

## Karriere

### Verein
Hajrović spielte in seiner Jugend zuerst für den Grasshopper Club Zürich. Noch während seiner Jugendjahre wechselte er 2009 in das Nachwuchsleistungszentrum des FC Arsenal nach England. Für die Gunners kam der Innenverteidiger zu seinen ersten Einsätzen in der vereinseigenen U23 und wurde für die Rückrunde der Saison 2011/12 an den Viertligisten FC Barnet verliehen. Nach seiner Rückkehr kam er weiter für die zweite Mannschaft Arsenals zum Einsatz und stand in der Gruppenphase der UEFA Champions League 2012/13 einmal im Spieltagskader der Profis.
Ohne Perspektive auf eine Übernahme in die erste Mannschaft kehrte der Bosnier im Sommer 2013 zu seinem Ausbildungsverein, dem Grasshopper Club Zürich, zurück. Er kam zweimal in der Super League sowie fünfmal für die U21 zum Einsatz. Nach einem Verkauf an den Zweitligisten FC Winterthur kam der Abwehrspieler als Stammkraft zu 67 von 72 möglichen Ligaspielen.
Auch beim Ligakonkurrenten FC Wohlen stand Hajrović in zwei Jahren regelmäßig auf dem Feld. Er verließ den Verein im Anschluss an die Saison 2017/18, nach deren Abschluss der Klub sich aus finanziellen Gründen dafür entschied, in der Folgesaison in der drittklassigen Promotion League anzutreten, und kehrte nach Winterthur zurück.
Nach 50 weiteren Pflichtspielen in der Challenge League sowie im Cup wechselte der Bosnier innerhalb der Winterpause 2019/20 zum deutschen Drittligisten FC Viktoria Köln. Dort blieb er anderthalb Jahre und ging dann zurück in die Schweiz zum Zweitliga-Aufsteiger Yverdon Sport FC. Im Mai 2023 stieg er mit Yverdon-Sport FC in die Super League auf. 
Hajrović aber verblieb in der Challenge League und schloss sich Neuchâtel Xamax an.

### Nationalmannschaft
Von der 2008 bis 2012 absolvierte Hajrović insgesamt 31 Spiele für verschiedene Schweizer Juniorennationalmannschaften. Mit der U-17 holte er 2009 den Weltmeistertitel in Nigeria.
Später entschied er sich, für die bosnisch-herzegowinische U21 aufzulaufen. Dort absolvierte er von 2013 bis 2014 acht Partien.

## Erfolge
- U-17-Weltmeister: 2009
- Mittelrheinpokalsieger: 2021 (FC Viktoria Köln)
- Aufstieg in die Super League: 2022/23 (Yverdon Sport FC)